# Tessa Dullemans

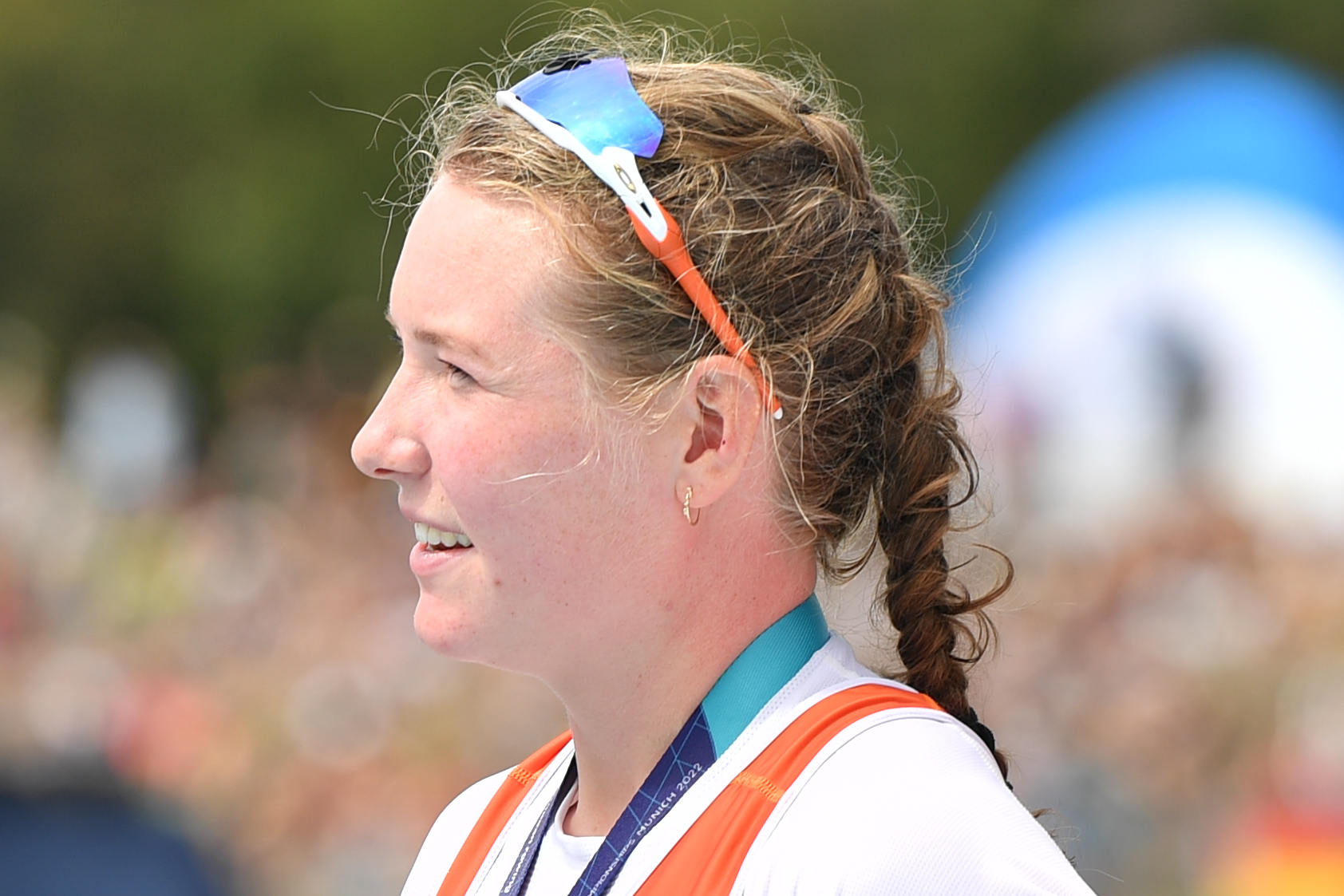
Tessa Dullemans bei den Europameisterschaften 2022 in München.

Tessa Dullemans (* 2. Juli 1997 in Rotterdam) ist eine niederländische Ruderin. Sie gewann bis 2023 zwei Silbermedaillen bei Weltmeisterschaften sowie zwei Silbermedaillen und eine Bronzemedaille bei Europameisterschaften. 2024 wurde sie Olympiazweite.

## Sportliche Karriere
Die 1,78 Meter große Tessa Dullemans rudert für die D.S.R.V. Laga.
Bei den U23-Weltmeisterschaften 2019 belegte der niederländische Doppelvierer mit Nika Johanna Vos, Tessa Dullemans, Ilse Kolkman und Bente Paulis den sechsten Platz.
Im Oktober 2020 bei den Europameisterschaften in Posen ruderte Dullemans im niederländischen Achter und gewann die Bronzemedaille. Bei den Europameisterschaften 2022 in München erruderte der Doppelvierer mit Nika Johanna Vos, Tessa Dullemans, Ilse Kolkman und Bente Paulis die Silbermedaille mit drei Sekunden Rückstand auf die Britinnen. Einen Monat später bei den Weltmeisterschaften in Račice u Štětí siegte der chinesische Doppelvierer mit einer Sekunde Vorsprung auf die Niederländerinnen, zweieinhalb Sekunden dahinter wurden die Britinnen Dritte. 2023 wurden Martine Veldhuis, Lisa Scheenaard, Ilse Kolkman und Tessa Dullemans bei den Europameisterschaften in Bled Zweite hinter den Ukrainerinnen und vor den Britinnen. Drei Monate später bei den Weltmeisterschaften in Belgrad traten Roos de Jong, Tessa Dullemans, Laila Youssifou und Bente Paulis im Doppelvierer an und gewannen die Silbermedaille mit 0,67 Sekunden Rückstand auf die Britinnen und fast fünf Sekunden Vorsprung vor den Chinesinnen. 2024 bei den Olympischen Spielen in Paris siegte ebenfalls der britische Doppelvierer. 0,15 Sekunden dahinter erruderten Laila Youssifou, Bente Paulis, Roos de Jong und Tessa Dullemans die Silbermedaille. Die beiden führenden Boote hatten über drei Sekunden Vorsprung vor den drittplatzierten Deutschen.